# Ропун, Притвираджсинг
Притвираджсинг Ропун (англ. Prithvirajsing Roopun; род. 24 мая 1959) — президент Маврикия со 2 декабря 2019 по 2 декабря 2024 года.
Член партии Боевое социалистическое движение с 1983 года (вышел из неё после избрания на пост главы государства), депутат Национальной ассамблеи Маврикия в 2010—2019 годах. В 2014—2017 годах занимал пост министра общественной интеграции и усиления экономических возможностей, в 2017—2019 годах — министра искусств и культуры.